# Ланг, Этель
Этель Ланг (англ. Ethel Lang; урождённая Лакастер, 27 мая 1900 — 15 января 2015) — британская супердолгожительница, на момент смерти являлась старейшим человеком в  Соединённом Королевстве. Она была вторым старейшим жителем Европы по возрасту после итальянки Эммы Морано Мартинуцци и 9 старейшим человеком в мире. Этель была последней подданной королевы Виктории, родившийся в Соединённом Королевстве во время её правления. И предпоследним человеком в Британской империи, родившимся во время её правления. Последней является Вайолет Браун из Ямайки.

## Биография
Этель родилась в Уорсбро, недалеко от Барнсли в семье шахтёра Чарльза Ланкастера и его жены Сары. Её предки, в том числе члены семьи жили долго. Мать дожила до 91 года, одна из сестёр до 104 лет, а её прабабушка умерла в 1848 году в 92 года. Кроме того, на момент смерти Этель, её дочь была жива и ей было 91 год. Этель окончила школу в 13 лет, чтобы работать на фабрике по производству рубашек. Она вышла замуж за Уильяма Ланга, сына олдермена и советника в 1922 году, а через год родилась Маргарет. Уильям умер в 1988 году в 92 года. Этель жила самостоятельно до 105 лет. После смерти Грейс Джонс 14 ноября 2013 года стала старейшим жителем Соединённого Королевства.